# Pont de liane

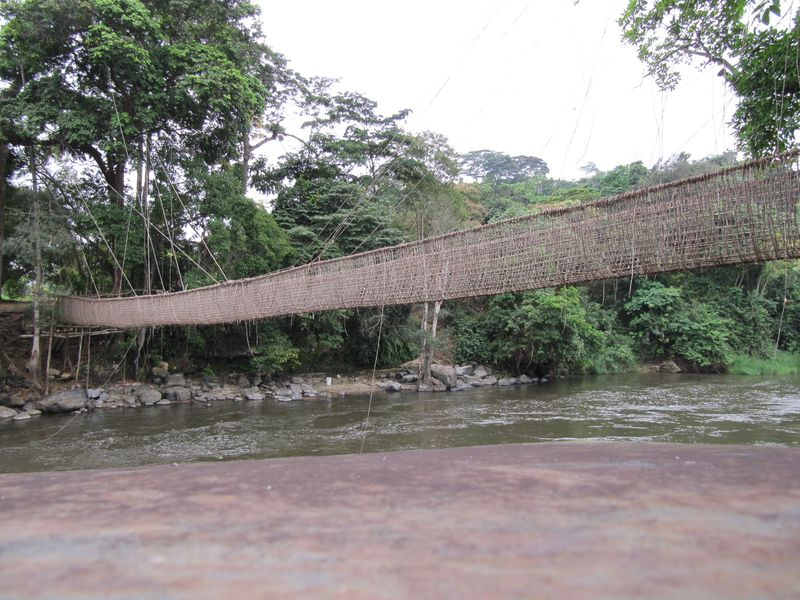
Pont de lianes de Poubara, au sud de Franceville (Gabon)

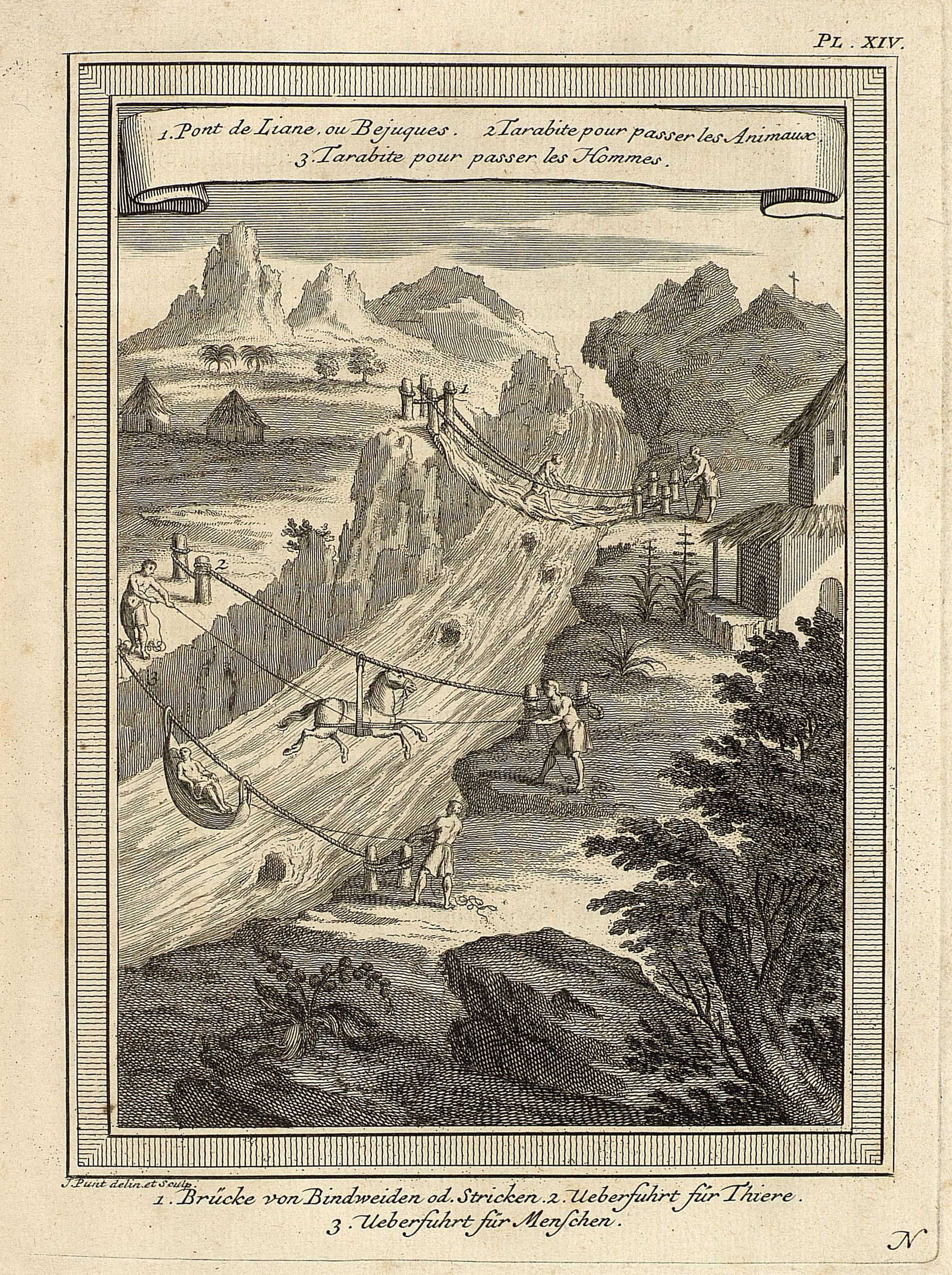
Voyage historique de l'Amerique Meridionale, 1752, "Planche XIV".
1. Pont de Liane ou Bejuques.
2. Tarabite pour passer les Animaux.
3. Tarabite pour passer les Hommes.

Un pont de liane est un pont suspendu végétal qui permet de franchir un cours d'eau dans les régions à climat équatorial, en Amérique latine, en Afrique et en l'Asie du Sud-Est.
Dans le Meghalaya, un État du Nord-Est de l'Inde, des ponts sont construits au-dessus des rivières avec des racines d'arbre « vivant » tressées, des ponts en racines d'arbre

## Ponts de lianes au Gabon
Dans ce qui est aujourd'hui, le Gabon, dans la province du Haut-Ogooué, un pont de liane sur la Mpassa, de « quatre-vingt-douze pas entre les deux points d'appuis », avait suscité l'admiration de Brazza. Deux ponts de même nature subsistent aux environs d'Okondja, au village d'Ambinda. Un pont de grande taille, construit en 1915, est encore en usage, le pont de lianes de Poubara sur l'Ogooué, au sud de Franceville.

## Ponts de lianes en Guinée
En Guinée, on peut rencontrer dans de nombreuses localités des ponts de liane, utilisés notamment pendant la saison pluvieuse. Les plus célèbres sont ceux de la Guinée Forestière.

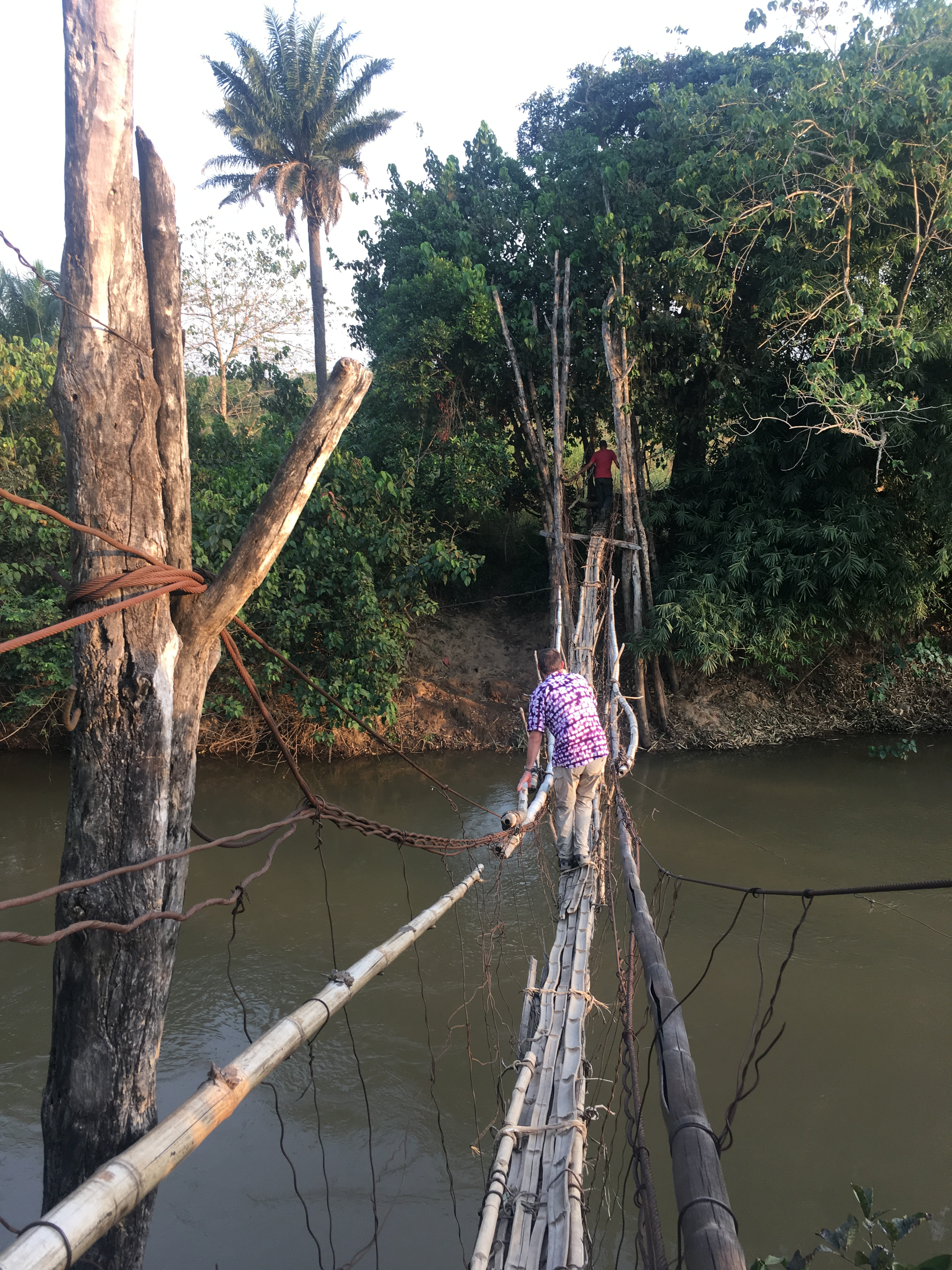
Pont a Kissidougou
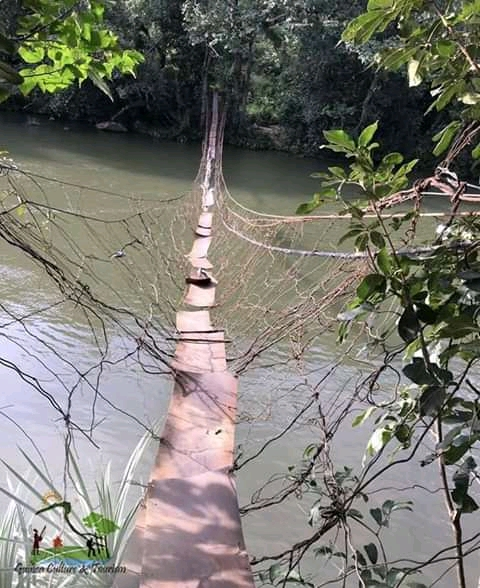
Sur la route de chute de Kambadaga
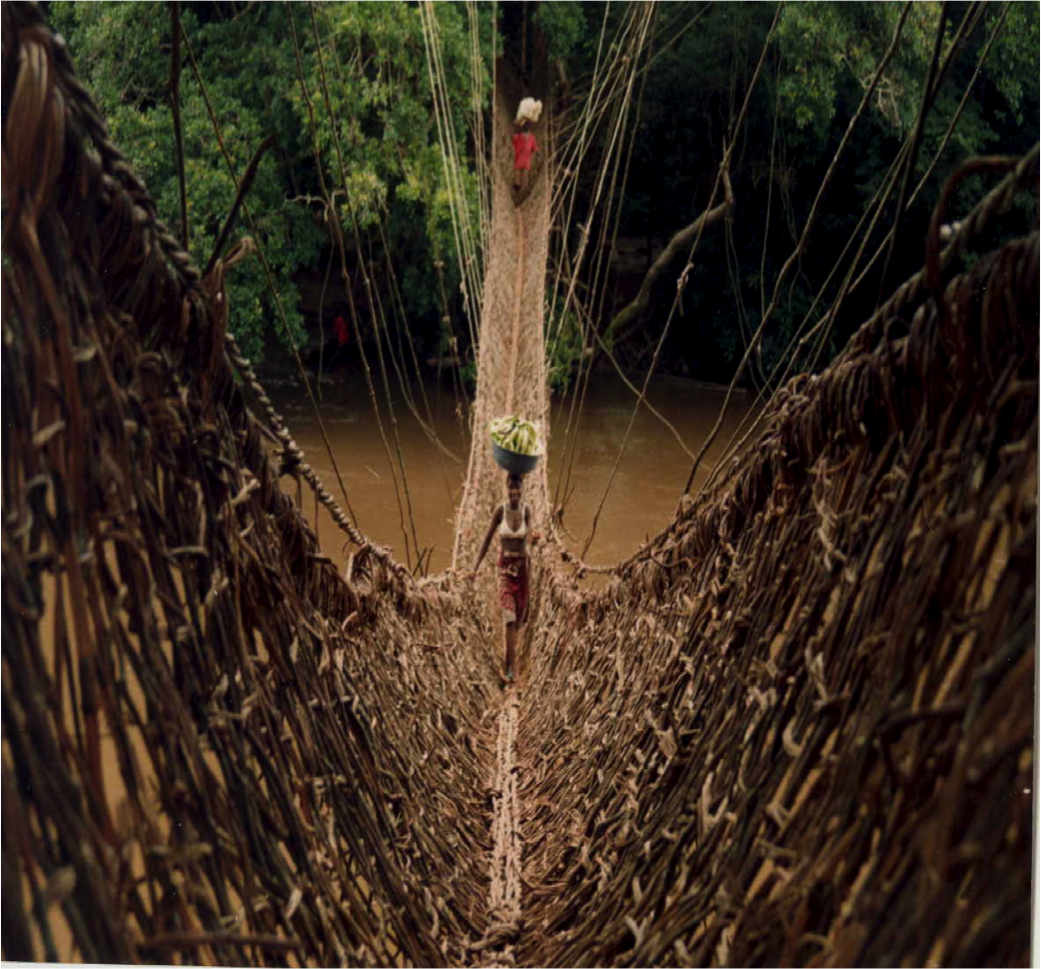
Pont de liane sur le Diani

## Ponts de lianes en Côte d'Ivoire
À l'instar du Gabon et la Guinée Forestière, les ponts de lianes sont les miracles du peuple Dan connu sous le nom de Yacouba en Côte d'Ivoire dans la région de Tonkpi. Cette région est située dans l'Ouest dudit pays et fait la frontière avec la Guinée et le Liberia. Les ponts de lianes qu'on y trouve font partie du patrimoine touristique ivoirien. Ces ouvrages sont conçus depuis des centaines d'années. La construction des ponts de lianes reste sacrée pour le peuple Dan. Selon le mythe, le pont est construit en une seule nuit par les initiés avec l'aide d'une araignée sacrée qui tisse les lianes à la manière d'une toile géante. Aujourd'hui, il y a encore une douzaine de ponts de lianes dans la région. Les plus célèbres ponts de lianes de la région de Tonkpi sont : le pont de liane de Zadeupleu (Man), de Lieupleu ( Danané) sur le fleuve Cavally et de Yahapleu (Logoualé).